# Seznam držav po celinah
To je seznam držav sveta, urejenih po celinah. Poleg vsake države je navedeno še glavno mesto (ali več mest, če je ureditev države takšna). Spodnji seznam vključuje tako države kot odvisna območja.
Države, urejene po celinah, z glavnimi mesti:

## Afrika
- Alžirija - Alžir
- Angola - Luanda
- Benin - Porto-Novo
- Bocvana - Gaborone
- Burundi - Gitega
- Burkina Faso - Ouagadougou
- Čad - N'Djamena
- Džibuti - Džibuti
- Egipt - Kairo
- Ekvatorialna Gvineja - Malabo
- Eritreja - Asmara
- Esvatini - Mbabane
- Etiopija - Adis Abeba
- Gabon - Libreville
- Gambija - Banjul
- Gana - Akra
- Gvineja - Conakry
- Gvineja Bissau - Bissau
- Južna Afrika - Cape Town, Pretorija, Bloemfontein
- Južni Sudan - Džuba
- Kamerun - Yaoundé
- Kenija - Nairobi
- Komori - Moroni
- Republika Kongo - Brazzaville
- Demokratična republika Kongo - Kinšasa
- Lesoto - Maseru
- Liberija - Monrovija
- Libija - Tripoli
- Madagaskar - Antananarivo
- Malavi - Lilongwe
- Mali - Bamako
- Mavretanija - Nouakchott
- Mavricij - Port Louis
- Maroko - Rabat
- Mozambik - Maputo
- Namibija - Windhoek
- Niger - Niamey
- Nigerija - Abuja
- Ruanda - Kigali
- Sveti Tomaž in Princ - São Tomé
- Senegal - Dakar
- Sejšeli - Viktorija
- Sierra Leone - Freetown
- Slonokoščena obala - Yamoussoukro
- Somalija - Mogadiš
- Srednjeafriška republika - Bangui
- Sudan - Kartum
- Tanzanija - Dodoma
- Togo - Lomé
- Tunizija - Tunis
- Uganda - Kampala
- Zahodna Sahara - Laâyoune
- Zambija - Lusaka
- Zelenortski otoki - Praia
- Zimbabve - Harare

## Azija
- Afganistan - Kabul
- Armenija - Erevan
- Azerbajdžan - Baku
- Bahrajn - Manama
- Bangladeš - Daka
- Butan - Thimpu
- Brunej - Bandar Seri Begawan
- Ciper - Nikozija
- Filipini - Manila
- Gruzija - Tbilisi
- Indija - New Delhi
- Indonezija - Džakarta
- Iran - Teheran
- Irak - Bagdad
- Izrael - Jeruzalem
- Japonska - Tokio
- Jemen - Sana
- Jordanija - Aman
- Južna Koreja - Seul
- Kambodža - Phnom Penh
- Katar - Doha
- Kazahstan - Nursultan
- Kirgizistan - Biškek
- Ljudska republika Kitajska - Peking
- Kuvajt - Kuvajt
- Laos - Vientiane
- Libanon - Bejrut
- Malezija - Kuala Lumpur
- Maldivi - Malé
- Mongolija - Ulan Bator
- Mjanmar - Nepjido
- Nepal - Katmandu
- Oman - Maskat
- Pakistan - Islamabad
- Palestina - Vzhodni Jeruzalem (de facto Ramala)
- Rusija - Moskva
- Saudova Arabija - Rijad
- Singapur - Singapur
- Severna Koreja - Pjongjang
- Sirija - Damask
- Šrilanka - Šri Džajavardenapura Kote
- Tadžikistan - Dušanbe
- Tajska - Bangkok
- Tajvan - Tajpej (trenutno ga priznava 15 držav)
- Turčija - Ankara
- Turkmenistan - Ašhabat
- Združeni arabski emirati - Abu Dabi
- Uzbekistan - Taškent
- Vietnam - Hanoj
- Vzhodni Timor - Dili

## Evropa
- Albanija - Tirana
- Andora - Andora la Vella
- Armenija - Erevan
- Azerbajdžan - Baku
- Avstrija - Dunaj
- Belorusija - Minsk
- Belgija - Bruselj
- Bosna in Hercegovina - Sarajevo
- Bolgarija - Sofija
- Ciper - Nikozija
- Češka - Praga
- Črna gora - Podgorica
- Danska - København
- Estonija - Talin
- Finska - Helsinki
- Francija - Pariz
- Gruzija - Tbilisi
- Grčija - Atene
- Hrvaška - Zagreb
- Islandija - Reykjavík
- Irska - Dublin
- Italija - Rim
- Kosovo - Priština
- Latvija - Riga
- Lihtenštajn - Vaduz
- Litva - Vilna
- Luksemburg - Luksemburg
- Madžarska - Budimpešta
- Makedonija - Skopje
- Malta - Valeta
- Moldavija - Kišinjev
- Monako - Monako
- Nemčija - Berlin
- Nizozemska - Amsterdam (glavno mesto), Haag (sedež vlade)
- Norveška - Oslo
- Poljska - Varšava
- Portugalska - Lizbona
- Romunija - Bukarešta
- Rusija - Moskva
- San Marino - Mesto San Marino
- Srbija - Beograd
- Slovaška - Bratislava
- Slovenija - Ljubljana
- Španija - Madrid
- Švedska - Stockholm
- Švica - Bern
- Turčija - Ankara
- Ukrajina - Kijev
- Vatikan - Vatikan
- Združeno kraljestvo - London

## Južna Amerika
- Argentina - Buenos Aires
- Bolivija - La Paz, Sucre
- Brazilija - Brasilia
- Čile - Santiago de Chile
- Ekvador - Quito
- Francoska Gvajana - Cayenne (del Francije)
- Gvajana - Georgetown
- Kolumbija - Bogota
- Paragvaj - Asunción
- Peru - Lima
- Surinam - Paramaribo
- Urugvaj - Montevideo
- Venezuela - Caracas

## Oceanija
- Avstralija - Canberra
- Federativne države Mikronezije - Palikir
- Fidži - Suva
- Kiribati - Tarawa
- Marshallovi otoki - Majuro
- Nauru - Yaren
- Nova Zelandija - Wellington
- Palav - Ngerulmud
- Papuanska Nova Gvineja - Port Moresby
- Samoa - Apia
- Salomonovi otoki - Honiara
- Tonga - Nuku'alofa
- Tuvalu - Funafuti
- Vanuatu - Port Vila

## SevernainSrednja Amerika
- Antigva in Barbuda - St. John's
- Bahami - Nassau
- Barbados - Bridgetown
- Belize - Belmopan
- Dominika - Roseau
- Dominikanska republika - Santo Domingo
- Salvador - San Salvador
- Grenada - St. George's
- Gvatemala - Gvatemala
- Haiti - Port-au-Prince
- Honduras - Tegucigalpa
- Jamajka - Kingston
- Kanada - Ottawa
- Kostarika - San José
- Kuba - Havana
- Mehika - Ciudad de México
- Nikaragva - Managva
- Panama - Panama
- Portoriko - San Juan (ozemlje ZDA)
- Sveti Krištof in Nevis - Basseterre
- Sveta Lucija - Castries
- Sveti Vincencij in Grenadine - Kingstown
- Trinidad in Tobago - Port of Spain
- Združene države Amerike - Washington, D.C.